# D-threo-アルドース-1-デヒドロゲナーゼ
D-threo-アルドース-1-デヒドロゲナーゼ（D-threo-aldose 1-dehydrogenase）は、アスコルビン酸およびアルダル酸代謝酵素の一つで、次の化学反応を触媒する酸化還元酵素である。
D-フコース + NAD+ {\displaystyle \rightleftharpoons } D-フコノ-1,5-ラクトン + NADH + H+
L-ガラクトース + NAD+ {\displaystyle \rightleftharpoons } L-ガラクトノ-1,4-ラクトン + NADH + H+
すなわち、この酵素の基質はD-フコースまたはL-ガラクトースとNAD+、生成物はD-フコノ-1,5-ラクトンまたはL-ガラクトノ-1,4-ラクトンとNADHとH+である。
組織名はD-threo-aldose:NAD+ 1-oxidoreductaseで、別名に
- L-fucose dehydrogenase
- (2S,3R)-aldose dehydrogenase
- dehydrogenase, L-fucose
- L-fucose (D-arabinose) dehydrogenase

がある。